# Pajusaari (ö i Norra Österbotten, Oulunkaari, lat 65,60, long 25,99)
Pajusaari är en ö i Finland. Den ligger i sjön Oijärvi och i kommunen Ijo i den ekonomiska regionen  Oulunkaari  och landskapet Norra Österbotten, i den centrala delen av landet, 600 km norr om huvudstaden Helsingfors. Öns area är 1 hektar och dess största längd är 140 meter i nord-sydlig riktning.